# قاشيازي (جرجر)
قاشيازي (بالكردية: Lagin‏) (بالتركية: Kaşyazı)‏ هي قرية كرديّة تتبع إداريّاً لمديرية جرجر في محافظة أديامان التركية، بلغ عدد سكانها 402 نسمة في عام 2021.